# سنت ویپ
سنت ویپ (به انگلیسی: St Veep) یک روستا و محله مدنی در بریتانیا است که در کورنوال واقع شده‌است. سنت ویپ ۳۰۸ نفر جمعیت دارد.